# تروور بوکر (بازیکن فوتبال)
تروور بوکر (انگلیسی: Trevor Booker؛ زادهٔ ۲۶ فوریهٔ ۱۹۶۹) بازیکن فوتبال اهل بریتانیا است.
از باشگاه‌هایی که در آن بازی کرده‌است می‌توان به باشگاه فوتبال ولینگ یونایتد و باشگاه فوتبال میلوال اشاره کرد.